# Alfafar
Alfafar ist eine Gemeinde in der spanischen Provinz Valencia. Sie befindet sich in der Comarca Huerta Sur. Sie befindet sich an der Bahnstrecke Valencia–Alicante.

## Geografie
Das Gemeindegebiet von Alfafar grenzt an die folgenden Gemeinden: Sedaví, Valencia, Massanassa, Paiporta und Benetússer, die sich alle in der Provinz Valencia befinden. Die Stadt grenzt außerdem im Süden an das Naturschutzgebiet Albufera.

## Geschichte
Der heutige Gemeindekern stammt von einem andalusischen Bauernhof, der Alfolfar genannt wurde. Dieser Ort existierte bereits mindestens im neunten oder zehnten Jahrhundert, wie die Funde von Keramik aus dieser Zeit belegen, die in einer Reihe von Gruben auf der Plaza del País Valencià gefunden wurden.
Im Jahr 1238 nahm König Jakob I. von Aragón die Stadt in Besitz, wie die ersten Schenkungen im Llibre del Repartiment belegen. Im Januar 1347 schenkte König Peter IV. von Aragón alle Ländereien an Pere Boïl und erhob das Gut am 14. Februar 1363 in den Rang einer Grundherrschaft. Diese Familie blieb bis zur Aufhebung der Grundherrschaft im Jahre 1812 im Besitz des Gutes.

## Demografie
|       | Einwohnerentwicklung |       |       |       |       |       |        |        |        |        |        |        |        |
| 1900  | 1910                 | 1920  | 1930  | 1940  | 1950  | 1960  | 1970   | 1981   | 1991   | 2000   | 2005   | 2010   | 2015   |
| 2 552 | 2 934                | 3 241 | 3 531 | 3 983 | 4 126 | 4 394 | 13 093 | 20 195 | 19 996 | 18 878 | 19 877 | 20 730 | 21 125 |